# Eurhynchium dawsonii
Eurhynchium dawsonii är en bladmossart som beskrevs av Kindberg 1890. Eurhynchium dawsonii ingår i släktet sprötmossor, och familjen Brachytheciaceae. Inga underarter finns listade i Catalogue of Life.